# Impactos da pandemia de COVID-19 no turismo da Bahia
O Estado da Bahia, localizado na Região Nordeste do Brasil, abriga uma grande diversidade no ramo do turismo, em cada canto do Estado o turismo é a principal ou uma das principais atividades econômicas, seja no Parque Nacional da Chapada Diamantina que vive do Turismo Ecológico, ou nas praias do Litoral Sul e Litoral Norte, que vivem do Turismo de Lazer, desde quando o Coronavírus ou COVID-19 chegou no Brasil no final do mês de Fevereiro de 2020, o setor do Turismo formado principalmente pelas companhias aéreas, as agências de viagens e operadores turísticos começaram a sentir o impacto devastador do COVID-19 no setor, na segunda semana de Março instalou-se o caos no Brasil e o Estado da Bahia adotou medidas restritivas de deslocamento e fechamento do comércio e serviços considerados não essenciais.
Com a recomendação de distanciamento social, turistas que tinham suas viagens agendadas para a Bahia iniciaram em massa os pedidos de cancelamento, e os que já estavam em viagem passaram a ser orientados a voltar para suas cidades de origem o mais breve possível. Assustados com o impacto econômico no setor do Turismo na Bahia e no Brasil, as empresas do ramo turístico e o Ministério do Turismo lançaram a campanha “não cancele, remarque”, pois com a remarcação de viagens as agências estariam isentas de realizar reembolsos de valores pré-pagos e que já estavam em seu fluxo de caixa, minimizando dessa forma o impacto, a campanha funcionou e muitos turistas passaram a remarcar seus pacotes de viagens, em vez de simplesmente realizarem o cancelamento.
Obviamente a campanha ajudou mas não foi suficiente para evitar a tragédia econômica no setor, as empresas de turismo receptivo por exemplo, viram da noite para o dia suas receitas despencarem para R$ 0,00, já que essas empresas de turismo receptivo se limitam a prestar o serviço de transfers e passeios para os turistas na cidade turística em que atuam e somente quando o turista já está naquele destino, portanto sem turistas na cidade, estão sem serviços e sem receita. 
No mês de Abril a situação passou a ser mais desesperadora, o Aeroporto de Salvador agora está deserto, e praticamente não há fluxo de voos ou de passageiros, hotéis estão com taxa de ocupação perto de 0%, empresas de todo o setor turístico demitiram ou suspenderam contrato de seus funcionários, e até então ninguém sabe quando a normalidade poderá ser restabelecida, enquanto isso, muitas empresas do setor trabalham apenas para estarem prontos para a retomada do setor. 
Devemos ressaltar que em 2019 o setor do turismo no Nordeste incluindo a Bahia, já havia passado por um duro baque com o vazamento de óleo que perdurou por meses em todo litoral nordestino, prejudicando bastante o setor.

## Salvador
Na capital baiana, o setor hoteleiro esperava pelo melhor ano da última década antes da Pandemia, com a violenta crise, é esperar talvez pelo pior ano do setor na história, o Pestana Convento do Carmo, pousada de luxo no Centro Histórico encerrou as atividades, e  justificou a Pandemia como principal motivo do fechamento. Os que também sofrem são os trabalhadores informais do setor e os que trabalham por conta própria, a exemplo dos vendedores de fitinhas do Bomfim e as Baianas de Acarajé,  os Guias de Turismo, que trabalham como MEI e atendem  várias agências de receptivo na cidade, poucos tem vínculo empregatício ou contrato de trabalho firmado com as agências, com o sumiço dos turistas simplesmente estão sem trabalho e renda, e estão na lista também dos que mais sofrem as consequências da crise. 
Empresas de turismo receptivo relatam que desde o início de março os serviços agendados começaram a ser cancelados em grande escala até zerar por volta do dia 20 de março, A Mais Bahia Turismo, uma das principais empresas de receptivo em Salvador,  demitiu alguns dos funcionários e suspendeu o contrato de outros, além de estar vendendo alguns veículos da frota para cobrir os custos da empresa durante a crise e não deixar de pagar os funcionários demitidos, outra reclamação comum entre as empresas de receptivo, é a dificuldade em conseguir linhas de crédito ou capital de giro, embora bancos estejam divulgando linhas de crédito com supostas facilidades, na prática quase nenhuma micro ou pequena empresa está conseguindo acesso a esses créditos ofertados, não restando outra alternativa as empresas, que estão mesmo demitindo em massa e vendendo seus mobiliados para equilibrarem as contas.

## Litoral Norte
No Litoral Norte a situação não é diferente de outras regiões do Estado, os Resorts All Inclusive da região, queridinhos de famílias com crianças pequenas do Brasil e de outros países em especial da América do Sul, como o Iberostar (2 resorts), Grand Palladium e Costa do Sauipe (5 resorts e 2 Pousadas) estão fechados desde Abril por determinação do município de Mata de São João, que concentra o maior número de resorts do País, por consequência funcionários serão demitidos e ou terão os contratos suspensos, para piorar é unanimidade entre os empresários do setor que o tempo necessário para o início da retomada deve ser muito estendido, ninguém crê em uma retomada antes de setembro, e ainda assim deve ser uma retomada lenta e gradual, fazendo com que o final de ano que é de alta estação, se pareça com uma baixa estação, e isso sendo bastante otimista. 
Em Praia do Forte, o principal destino turístico do Litoral Norte da Bahia, trabalhadores e pescadores locais que dependem do turismo no local estão em situação desesperadora, recentemente se aglomeraram no centro de artesanato do distrito para receberem cestas básicas, um reflexo do impacto causado pela crise, as atrações turísticas em Praia do Forte estão todas fechadas, assim como bares e restaurantes locais, sem previsão de um retorno a normalidade em curto prazo.

## Morro de São Paulo
Um dos principais destinos turísticos da Bahia, Morro de São Paulo é o terceiro destino mais visitado do Estado e recebe turistas do mundo todo, cerca de 200 mil pessoas visitam a ilha anualmente, com a chegada da Pandemia, Morro de São Paulo experimentou uma queda de 70% da sua ocupação no mês de Março, e no mês de Abril praticamente não recebeu visitantes, o município-arquipélago de Cairu tem quase  300 hotéis e pousadas que estão sem funcionar em meio a crise, e também deverá sofrer consequências graves com a queda brusca de visitantes.
A ilha com praias paradisíacas onde circulam diariamente até 10 mil turistas, se transformou em uma ilha fantasma em meio a pandemia atual, um morador chegou a registrar em vídeo a situação inusitada e inédita da Ilha desde que passou a ser um dos destinos mais cobiçados por turistas do Brasil e de outros países em especial da América do Sul, como a Argentina.

## Litoral Sul
A rede hoteleira, assim como em todo Estado, foi amplamente atingida pela crise da pandemia do COVID-19 na região Sul da Bahia, em Porto Seguro até o dia 15 de abril de 2020, 80% dos funcionários de hotéis foram demitidos, e a taxa de ocupação em todo mês de Abril foi de praticamente 0%. Ainda em Porto Seguro uma grande agência de receptivo local que trabalha em parceria comercial com a CVC Turismo, uma das grandes operadoras de turismo do país, anunciou um aviso de demissão em massa de funcionários, que foi registrado em vídeo que circulou pelas redes sociais.. A região sul da Bahia é uma das regiões mais afetadas no Estado da Bahia pelo COVID-19, com mais de 500 casos registrados até o início do mês de Maio de 2020.

## Chapada Diamantina
A Chapada Diamantina na Bahia é  um dos destino turísticos mais incríveis do Brasil, e vem registrando crescimento de visitantes ano após ano, com a crise causada pelo coronavírus, a cidade de Lençóis, que é a cidade base para turistas que visitam a região, está deserta, com os hotéis e pousadas fechados, o impacto foi sentido de imediato, e os primeiros a sofrerem as consequências da crise foram os guias de turismo que atuam no Parque Nacional, os Guias que cobram em média de R$ 200,00 a R$ 300,00 por um dia de trabalho, estão agora sem renda e sem perspectiva para o futuro próximo, a situação é tão crítica que moradores já se organizaram para arrecadar fundos para garantir cestas básicas para os guias da região, 2 grandes festivais de música na região já foram cancelados, festivais esses que anualmente atraem milhares de turistas.. O Impacto ainda é incerto, mas todos concordam que será devastador na região que respira o Turismo Ecológico e depende do setor para fazer girar a economia.